# Verbandsgemeinde Waldfischbach-Burgalben
La comunità amministrativa di Waldfischbach-Burgalben (Verbandsgemeinde Waldfischbach-Burgalben) si trova nel circondario del Palatinato Sudoccidentale nella Renania-Palatinato, in Germania.

## Comuni
Fanno parte della comunità amministrativa i seguenti comuni:
| Comune, città                            | Sup. (km²) | Abitanti |
| ---------------------------------------- | ---------- | -------- |
| Geiselberg                               | 6,33       | 768      |
| Heltersberg                              | 28,15      | 2 030    |
| Hermersberg                              | 13,02      | 1 740    |
| Höheinöd                                 | 10,88      | 1 210    |
| Horbach (Pfalz)                          | 5,30       | 503      |
| Schmalenberg                             | 10,39      | 757      |
| Steinalben                               | 2,54       | 382      |
| Waldfischbach-Burgalben                  | 17,61      | 4 629    |
| Verbandsgemeinde Waldfischbach-Burgalben | 94,22      | 12 019   |

(Abitanti al 31 dicembre 2021)